# Адр'яна Базон
Адр'яна Базон (5 липня 1963) — румунська академічна веслувальниця.
Срібна призерка Олімпійських Ігор 1984, 1988, 1992 років у складі вісімки.
Чемпіонка світу 1987 (вісімки), 1987 (розпашні четвірки зі стерновою), 1989 (вісімки) років, бронзова призерка 1985 (вісімки), 1986 (вісімки), 1989 (розпашні четвірки без стернової), 1991 (вісімки) років.